# Drew Brees
Drew Christopher Brees (* 15. Januar 1979 in Austin, Texas) ist ein ehemaliger US-amerikanischer American-Football-Spieler auf der Position des Quarterbacks. Er spielte College Football für die Purdue University und wurde im NFL Draft 2001 von den San Diego Chargers in der zweiten Runde ausgewählt. Von 2006 bis 2020 spielte er für die New Orleans Saints in der National Football League (NFL), mit denen er den Super Bowl XLIV gewann.

## Karriere

### College
Von 1997 bis 2000 spielte Brees Football am College. Er besuchte die Purdue University in West Lafayette, Indiana, und spielte dort für die Purdue Boilermakers in der NCAA Division I-AA.
Nachdem er im ersten Jahr als Backup wenig zum Einsatz gekommen war, schaffte er 1998 den Durchbruch und stellte in den folgenden Jahren zahlreiche Rekorde auf. Er war zweimal Finalist bei der Wahl zur Heisman Trophy, gewann 2000 den Maxwell Award und war zweimal Offensive Player of the Year in der Big Ten Conference. Seinen Abschluss machte er im Fach Industriemanagement.
Insgesamt kam er in den vier Jahren auf 1026 erfolgreiche Pässe bei 1678 Passversuchen und 11.729 Yards sowie 90 geworfene Touchdowns bei 45 Interceptions. 14 weitere Touchdowns konnte er im Laufspiel erzielen.

### NFL

#### San Diego Chargers
Drew Brees wurde im NFL Draft 2001 von den San Diego Chargers als erster Spieler in der zweiten Runde an insgesamt 32. Stelle ausgewählt und war als Backup hinter Doug Flutie vorgesehen. Als schlechtestes Team der Saison 2000 hatten die Chargers ursprünglich das Recht besessen, den Gesamtersten auszuwählen. Da sie sich jedoch mit ihrem Wunschspieler, dem Quarterback Michael Vick von Virginia Tech, nicht auf einen Vertrag einigen konnten, tauschten sie ihr Wahlrecht zu den Atlanta Falcons. Schließlich wählten die Falcons Vick als Gesamtersten, während die Chargers in der ersten Runde stattdessen den Runningback LaDainian Tomlinson auswählten. Erst in der zweiten Runde nahmen die Chargers mit Brees einen Quarterback, der anstelle von Vick der zukünftige Quarterback des Franchise werden sollte.
In seiner ersten Saison kam Brees nur in einem Spiel zum Einsatz und brachte dabei 15 von 27 Pässen für 221 Yards an ihr Ziel. Für die Saison 2002 wurde Brees von Coach Marty Schottenheimer als neuer Starting Quarterback bestimmt. In seiner ersten Saison als Starter schaffte Brees 60,8 % erfolgreiche Pässe bei 17 Touchdowns und 16 Interceptions. Mit einer Bilanz von 8 Siegen und 8 Niederlagen hatten sich die Chargers im Vergleich zu 5–11 im Vorjahr deutlich verbessert, sodass Brees auch in die folgende Saison als Starter ging. Er konnte jedoch nicht an seine Leistung aus der Vorsaison anknüpfen, und von den ersten acht Spielen, in denen Brees auf ein Quarterback Rating von nur 63,7 kam, konnten die Chargers nur eines gewinnen. Daraufhin musste Brees seinen Platz als Spielmacher wieder für Flutie räumen, unter dem sich jedoch auch kein Erfolg einstellte. Daher kam Brees in den letzten drei Saisonspielen wieder zum Einsatz, in denen er aber weiterhin nicht überzeugen konnte.
Wegen der schwachen Leistung von Brees beschlossen die Chargers, die im Draft 2004 erneut das erste Wahlrecht besaßen, einen neuen Quarterback zu wählen. Der als Gesamterste gewählte Eli Manning wollte jedoch nicht in San Diego spielen, sodass die Chargers ihn gegen den an vierter Stelle von den New York Giants gewählten Philip Rivers tauschten. Da sich die Vertragsverhandlungen mit Rivers aber bis kurz vor Beginn der Saison 2004 hinzogen, ging erneut Brees als Starting Quarterback in die Saison. Brees konnte überzeugen und führte die Chargers mit 27 Touchdowns bei sieben Interceptions und 65,5 % erfolgreichen Pässen in die Play-offs. Für seine Leistung wurde Brees der NFL Comeback Player of the Year Award verliehen und er wurde erstmals in den Pro Bowl berufen. In seinem ersten Play-off-Spiel unterlag Brees mit den Chargers den New York Jets mit 17:20 nach Overtime.
Mit dem Ende der Saison 2004 lief der Vertrag von Brees aus und die Chargers belegten ihn mit dem Franchise Tag. Brees konnte sich weiter gegenüber Rivers durchsetzen und spielte eine gute Saison, allerdings nicht ganz so gut wie im Vorjahr. Durch einen Leistungsabfall in den letzten vier Spielen verpassten die Chargers mit einer Bilanz von 9–7 die Play-offs knapp. Im letzten Saisonspiel zog sich Brees eine schwere Schulterverletzung zu, die seine Karriere bedrohte. Infolgedessen boten ihm die Chargers einen neuen Vertrag an, dessen Bezahlung stark von seiner Leistung abhing und ihm wenig Geld garantierte. Daher sah sich Brees nach einem neuen Team um, wobei insbesondere die Miami Dolphins und die New Orleans Saints Interesse zeigten. Nachdem die Dolphins statt Brees Daunte Culpepper von den Minnesota Vikings verpflichteten, einigte sich Brees mit den Saints auf einen Sechsjahresvertrag über 60 Millionen US-Dollar, von dem ihm zehn Millionen für die erste Saison garantiert waren.

#### New Orleans Saints
Unter dem neuen Head Coach Sean Payton führte Brees die Saints bei zehn Siegen und sechs Niederlagen in die Play-offs. Dort konnten sie gegen die Philadelphia Eagles das erste Spiel gewinnen und stießen ins NFC Championship Game vor, in dem sie den Chicago Bears unterlagen. Mit 4.418 Yards Raumgewinn durch seine Pässe führte er die Liga an. Außerdem war er am Ende der Saison Dritter mit 26 Touchdownpässen und einem Quarterback Rating von 96,2. In den nächsten beiden Jahren warf Brees für jeweils über 4.400 Yards und hatte die beste Passquote in der NFL, da das übrige Team der Saints jedoch schwächelte, verpassten die Saints in beiden Jahren die Play-offs. 2008 erhielt Brees den NFL Offensive Player of the Year Award. Mit 5.069 Yards Raumgewinn im Passspiel kam er als zweiter Spieler der NFL-Geschichte über die 5.000-Yard-Marke und verfehlte den Rekord von Dan Marino nur um 15 Yards.
Im ersten Spiel der Saints in der Saison 2009 gegen die Detroit Lions egalisierte Brees mit sechs Touchdownpässen in einem Spiel den Franchise-Rekord von Billy Kilmer aus dem Jahr 1969. Die Saints gewannen die Partie mit 45–27. Beim Montagsspiel in Woche 12 gegen die New England Patriots brachte Brees 18 von 23 Pässen für 371 Yards ans Ziel und warf fünf Touchdowns, womit er auf das bestmögliche Quarterback Rating von 158,3 kam. Pro Pass erzielte Brees 16,1 Yards Raumgewinn, was zuvor seit den 1970er-Jahren keinem Quarterback mehr gelungen war (bei über 20 Passversuchen). Es war der elfte Sieg der Saints im elften Spiel. Nachdem die Saints nach dem dreizehnten Spiel 13 Siege verzeichnen konnten, verloren sie die letzten drei Partien der regulären Saison, zogen aber dennoch als bestes Team der NFC in die Play-offs ein. In der Regular Season waren 70,62 % der Pässe von Brees erfolgreich, womit er eine neue Bestmarke in der NFL aufstellte.

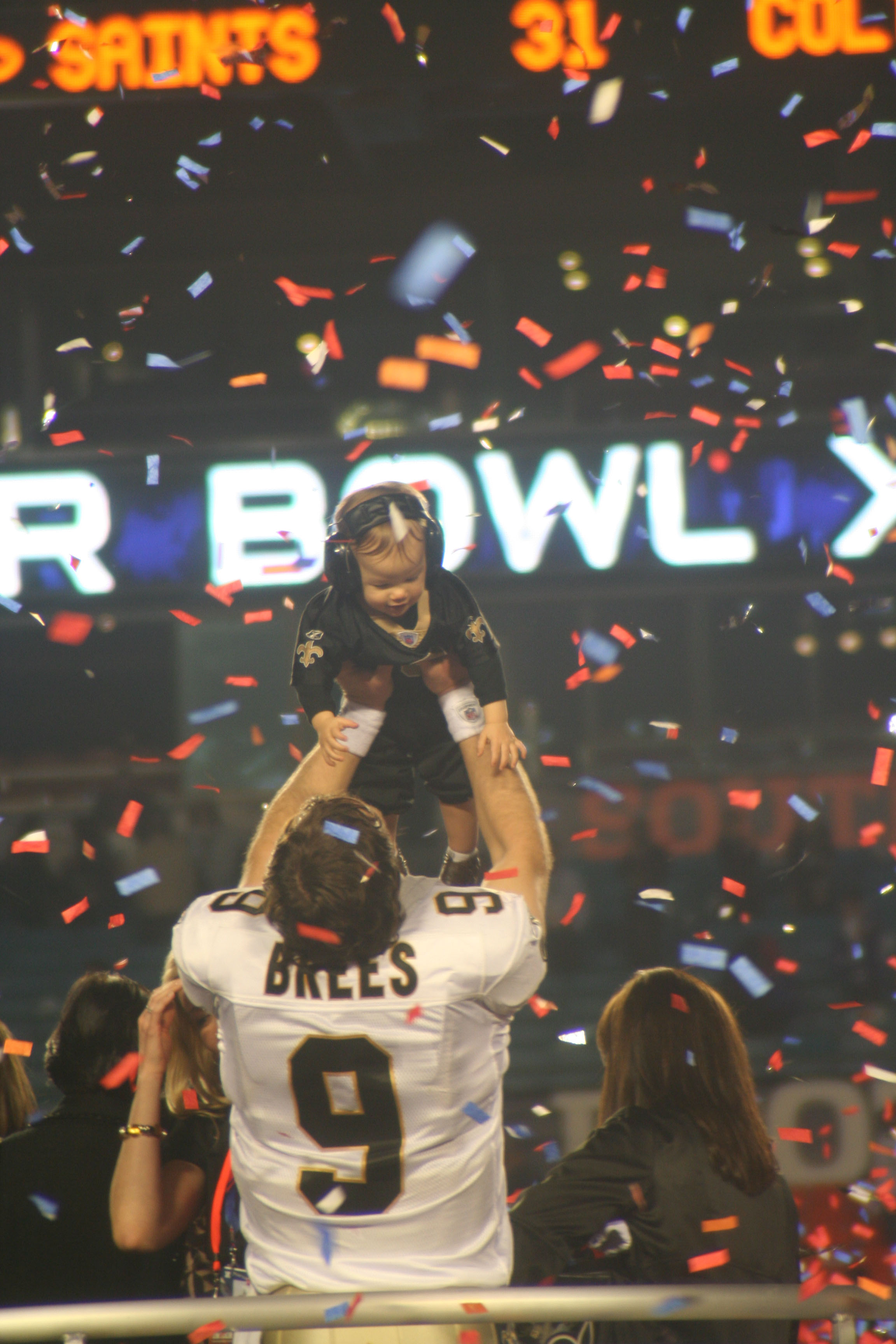
Brees nach dem Super-Bowl-Sieg mit seinem Sohn Baylen

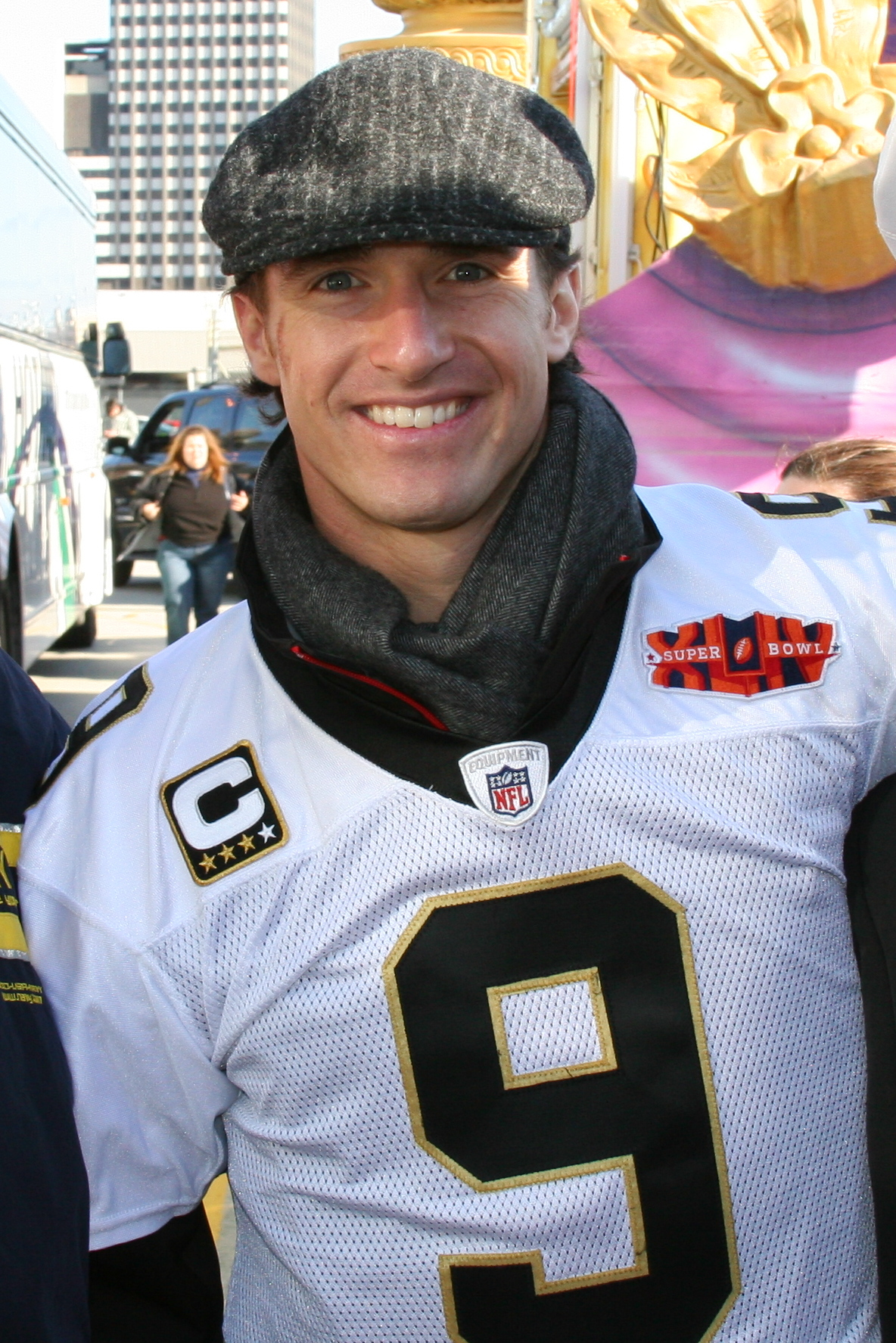
Drew Brees bei der Feier zum Super-Bowl-Sieg

Mit einem 45:14-Sieg über die Arizona Cardinals in der Divisional Round und einem 31:28-Sieg nach Overtime gegen die Minnesota Vikings im NFC Championship Game führte Brees die Saints zu ihrer ersten Super-Bowl-Teilnahme. Den Super Bowl XLIV in Miami gewannen die Saints mit 31:17 gegen die Indianapolis Colts. Brees warf 32 erfolgreiche Pässe bei 39 Versuchen für 288 Yards und zwei Touchdowns und wurde zum Super Bowl MVP gekürt. Die Zeitschrift Sports Illustrated wählte ihn wegen des Super-Bowl-Siegs und seiner karitativen Unterstützung des Wiederaufbaus von New Orleans nach Hurrikan Katrina zum Sports Illustrated Sportler des Jahres 2010, ebenso die Associated Press.
In der Saison 2010 verschlechterte sich Brees im Vergleich zum Vorjahr leicht. Er warf für 4.620 Yards und 33 Touchdowns bei 22 Interceptions, so viele Interceptions wie in keiner anderen Saison. Dennoch war er mit 68,1 % erfolgreichen Pässen weiterhin der genaueste Quarterback der Liga. Die Saints qualifizierten sich mit 11 Siegen und fünf Niederlagen für die Play-offs. In der Wild-Card-Round schieden sie jedoch gegen die Seattle Seahawks in einem knappen Spiel, das durch den Spielzug Beast Quake Bekanntheit erlangte, aus.
Am 26. Dezember 2011 brach er im 15. Spiel der Regular Season (in Spielwoche 16 von 17) den seit 1984 von Dan Marino gehaltenen Rekord für geworfene Yards in einer Saison. Brees erzielte insgesamt 5.476 Yards in der Saison 2011. Sein Rekord wurde in der Saison 2013 von Peyton Manning um einen Yard überboten. Mit einer Passquote von 71,2 Prozent konnte Brees seine eigene Bestmarke erneut verbessern, mit einem Quarterback Rating von 110,6 stellte er einen persönlichen Rekord auf. In der Postseason schafften es die Saints bis in die Divisional Round, in der sie den San Francisco 49ers unterlagen. Brees wurde zum zweiten Mal in seiner Karriere zum AP Offensive Player of the Year gewählt. In den NFL Top 100, die durch Umfragen unter den NFL-Spielern ermittelt werden, belegte Brees den zweiten Platz.
Am 13. Juli 2012 einigten sich Brees und die Saints auf einen neuen Vertrag bis 2017, der dem Quarterback mindestens 60 Millionen US-Dollar garantierte und im besten Fall sogar 100 Millionen US-Dollar bringen konnte. Das machte Brees zum bestbezahlten Spieler in der Geschichte der NFL, bis Joe Flacco von den Baltimore Ravens im Jahr darauf einen höher dotierten Vertrag erhielt.
Am 30. September 2012 gelang Brees bei einer 27:28-Niederlage gegen die Green Bay Packers die Einstellung des Rekordes von Johnny Unitas mit 47 aufeinanderfolgenden Spielen mit mindestens einem geworfenen Touchdown. In diesen 47 Spielen gelangen ihm 114 Touchdownpässe, Unitas war dabei 102-mal erfolgreich. Brees warf dabei im Schnitt 18 Yards, Unitas für durchschnittlich 25,5 Yards. Gegen sein ehemaliges Team, die San Diego Chargers, konnte Brees den Rekord schließlich brechen. Die Serie endete nach 54 Spielen in Folge mit mindestens einem geworfenen Touchdown bei der 13:23-Niederlage am 13. Spieltag der Saison 2012 gegen die Atlanta Falcons. Brees warf fünf Interceptions und keinen Touchdown.
Am achten Spieltag der Saison 2015 warf Brees beim 52:49-Sieg gegen die New York Giants sieben Touchdownpässe und stellte damit einen NFL-Rekord für die meisten Touchdownpässe in einem Spiel ein. In der Saison 2015 warf Brees die meisten Yards in der Liga.
In der Saison 2017 stellte Brees mit 72,0 Prozent erfolgreichen Pässen einen weiteren Rekord für die beste Passquote in der NFL auf, den er 2018 mit 74,4 % ein weiteres Mal selbst einstellte.
Vor der Saison 2018 unterschrieb Brees einen neuen Vertrag über zwei Jahre bei den Saints, der ihm 27 Millionen Dollar garantiert, die sich durch Bonuszahlungen auf bis zu 50 Millionen erhöhen können. Am 8. Oktober 2018 brach Brees beim 43:19-Sieg der Saints über die Washington Redskins mit einem 62-Yard-Touchdown-Pass auf Tre’Quan Smith den Rekord von Peyton Manning für die meisten geworfenen Yards (71.940).
Im Spiel gegen die Baltimore Ravens am 21. Oktober 2018 warf er seinen fünfhundertsten Touchdown und holte mit den Saints den Sieg. Damit ist er nach Peyton Manning und Brett Favre der dritte Quarterback, der gegen alle 32 Franchises gewinnen konnte und der vierte Quarterback, der die 500-Touchdown-Marke überschritt.
Am 2. Spieltag der Saison 2019 zog sich Brees einen Bänderriss im rechten Daumen zu und musste daher ausgewechselt werden. Er fiel für mehrere Wochen aus und musste sich operieren lassen. Sein Comeback gab er in Woche 8 gegen die Arizona Cardinals, gegen die er beim 31:9-Sieg für 373 Yards und drei Touchdowns bei einer Interception warf. Beim 34:7-Sieg über die Indianapolis Colts in Woche 15 stellte Brees den Rekord von Peyton Manning für die meisten geworfenen Touchdownpässe (539) ein.
Im März 2020 schlossen Brees und die Saints einen Vertrag über weitere zwei Spielzeiten ab, der Brees ein Gehalt von 25 Millionen Dollar zusichert. In seiner letzten Saison erreichte er mit den Saints die Divisional Round der Play-offs, in der sie dem späteren Super-Bowl-Sieger, den Tampa Bay Buccaneers, unterlagen. Am 14. März 2021 gab Brees sein Karriereende bekannt. Am 16. Mai 2022 deutete Brees in einem Tweet die Möglichkeit an, neben anderen Karriereoptionen möglicherweise doch noch einmal Football zu spielen.

#### Statistiken
| Legende | Legende                      |
| ------- | ---------------------------- |
|         | Saison-Rekord                |
|         | NFL-Rekord                   |
|         | Super-Bowl-Sieg              |
|         | Offensive Player Of The Year |
| Fett    | Persönlicher Rekord          |

| 2020                               | Saints   | 12  | 390    | 275  | 70,5 | 2.942  | 7,5 | 24  | 6   | 245,2 | 106,4 |
| 2019                               | Saints   | 11  | 378    | 281  | 74,3 | 2.979  | 7,9 | 27  | 4   | 270,8 | 116,3 |
| 2018                               | Saints   | 15  | 489    | 364  | 74,4 | 3.992  | 8,2 | 32  | 5   | 266,1 | 115,7 |
| 2017                               | Saints   | 16  | 536    | 386  | 72   | 4.334  | 8,1 | 23  | 8   | 270,9 | 103,9 |
| 2016                               | Saints   | 16  | 673    | 471  | 70   | 5.208  | 7,7 | 37  | 15  | 325,5 | 101,7 |
| 2015                               | Saints   | 15  | 627    | 428  | 68,3 | 4.870  | 7,8 | 32  | 11  | 324,7 | 101   |
| 2014                               | Saints   | 16  | 659    | 456  | 69,2 | 4.952  | 7,5 | 33  | 17  | 309,5 | 97    |
| 2013                               | Saints   | 16  | 650    | 446  | 68,6 | 5.162  | 7,9 | 39  | 12  | 322,6 | 104,7 |
| 2012                               | Saints   | 16  | 670    | 422  | 63   | 5.177  | 7,7 | 43  | 19  | 323,6 | 96,3  |
| 2011                               | Saints   | 16  | 657    | 468  | 71,2 | 5.476  | 8,3 | 46  | 14  | 342,3 | 110,6 |
| 2010                               | Saints   | 16  | 658    | 448  | 68,1 | 4.620  | 7   | 33  | 22  | 288,8 | 90,9  |
| 2009                               | Saints   | 15  | 541    | 363  | 70,6 | 4.388  | 8,5 | 34  | 11  | 292,5 | 109,6 |
| 2008                               | Saints   | 16  | 635    | 413  | 65   | 5.069  | 8   | 34  | 17  | 316,8 | 96,2  |
| 2007                               | Saints   | 16  | 652    | 440  | 67,5 | 4.423  | 6,8 | 28  | 18  | 276,4 | 89,4  |
| 2006                               | Saints   | 16  | 554    | 356  | 64,3 | 4.418  | 8   | 26  | 11  | 276,1 | 96,2  |
| 2005                               | Chargers | 16  | 500    | 323  | 64,6 | 3.576  | 7,2 | 24  | 15  | 223,5 | 89,2  |
| 2004                               | Chargers | 15  | 400    | 262  | 65,5 | 3.159  | 7,9 | 27  | 7   | 210,6 | 104,8 |
| 2003                               | Chargers | 11  | 356    | 205  | 57,6 | 2.108  | 5,9 | 11  | 15  | 191,6 | 67,5  |
| 2002                               | Chargers | 16  | 526    | 320  | 60,8 | 3.284  | 6,2 | 17  | 16  | 205,3 | 76,9  |
| 2001                               | Chargers | 1   | 27     | 15   | 55,6 | 221    | 8,2 | 1   | 0   | 221   | 94,8  |
| Gesamt                             | Gesamt   | 287 | 10.551 | 7142 | 67,7 | 80.358 | 7,5 | 571 | 243 | 280,0 | 98,7  |
| Quelle: pro-football-reference.com |          |     |        |      |      |        |     |     |     |       |       |

## Privat
Brees heiratete 2003 Brittany Dudchenko, die er am College kennengelernt hatte. Das Paar hat vier Kinder; drei Söhne und eine Tochter.